# REEM

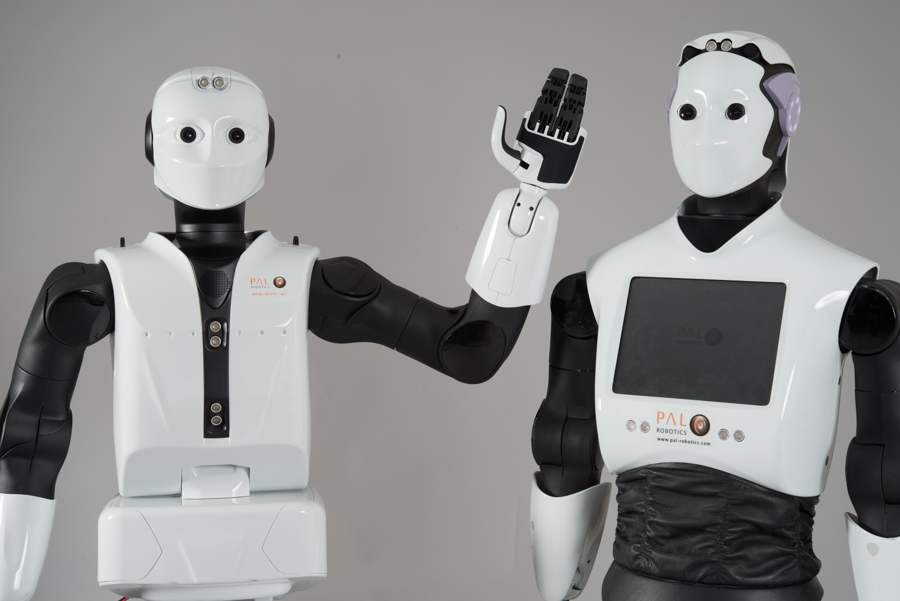
Due modelli di REEM

REEM è l'ultimo prototipo di robot umanoide costruito dalla PAL Robotics, in Spagna. È alto 1,70 metri con 22 gradi di libertà con una base mobile con ruote, che permette di muoversi a 4km/h.
La parte superiore del robot è fatta di un torso con un touch screen, 2 bracci motorizzati ed una testa anch'essa motorizzata.

## specifiche

### reem
autonomia ore 8
altezza 1.m 70 cm
reem 2010

### reem c
anno 2013